# Grivița (Ialomița)
Grivița è un comune della Romania di 3 304 abitanti, ubicato nel distretto di Ialomița, nella regione storica della Muntenia.
Il comune è formato dall'unione di 3 villaggi: Grivița, Smirna, Traian.